# 盧西亞諾·比埃托
盧西亞諾·达里奥·比埃托（西班牙語：Luciano Darío Vietto，發音：[luˈsjano ðaˈɾi.o ˈβjeto]；1993年12月5日—）是阿根廷的一位足球運動員，司職前鋒，他現時效力於沙特职业足球联赛球會希拉爾。

## 俱樂部

### 早年
比埃托出生於科尔多瓦省一個名為巴爾內阿利亞的小鎮。他在7歲時就加入當地俱樂部巴爾內阿利亞獨立隊。
比埃托在15歲便加入甲级联赛大学生， 但在兩年後因為在罗萨里奥中央試訓失敗，而選擇加盟竞赛队青年隊。

### 競賽會
2011年比埃托簽訂他第一張職業合同，在同年10月25日被時任主教練迭戈·西蒙尼徵召到主力名單中 。 他在1天後便展開首場職業賽事，在俱樂部接下來主場1:1戰平拉努斯的比賽中以後備身份登場。
比埃托在2012年9月3日首次為俱樂部上陣，打進他職業生涯第一個進球(以及他第一個帽子戲法)協助俱樂部主場3:1擊敗聖胡安聖馬丁。 他成為時任主教練Luis Zubeldía的常規球員以及在這個賽季打進13球，協助俱樂部以第五名完成賽事。
在受到諸如英超利物浦以及意甲冠軍尤文圖斯的歐洲豪門注視以後，·比埃托在2013年3月26日與競賽會延長4年合約。
比埃托在2013-14賽季上陣35場，打進五球。當中包括2013年11月2日作客3:1大勝拉普拉塔体操击剑的比賽中梅開二度的精彩表現。

### 比利亞雷阿爾

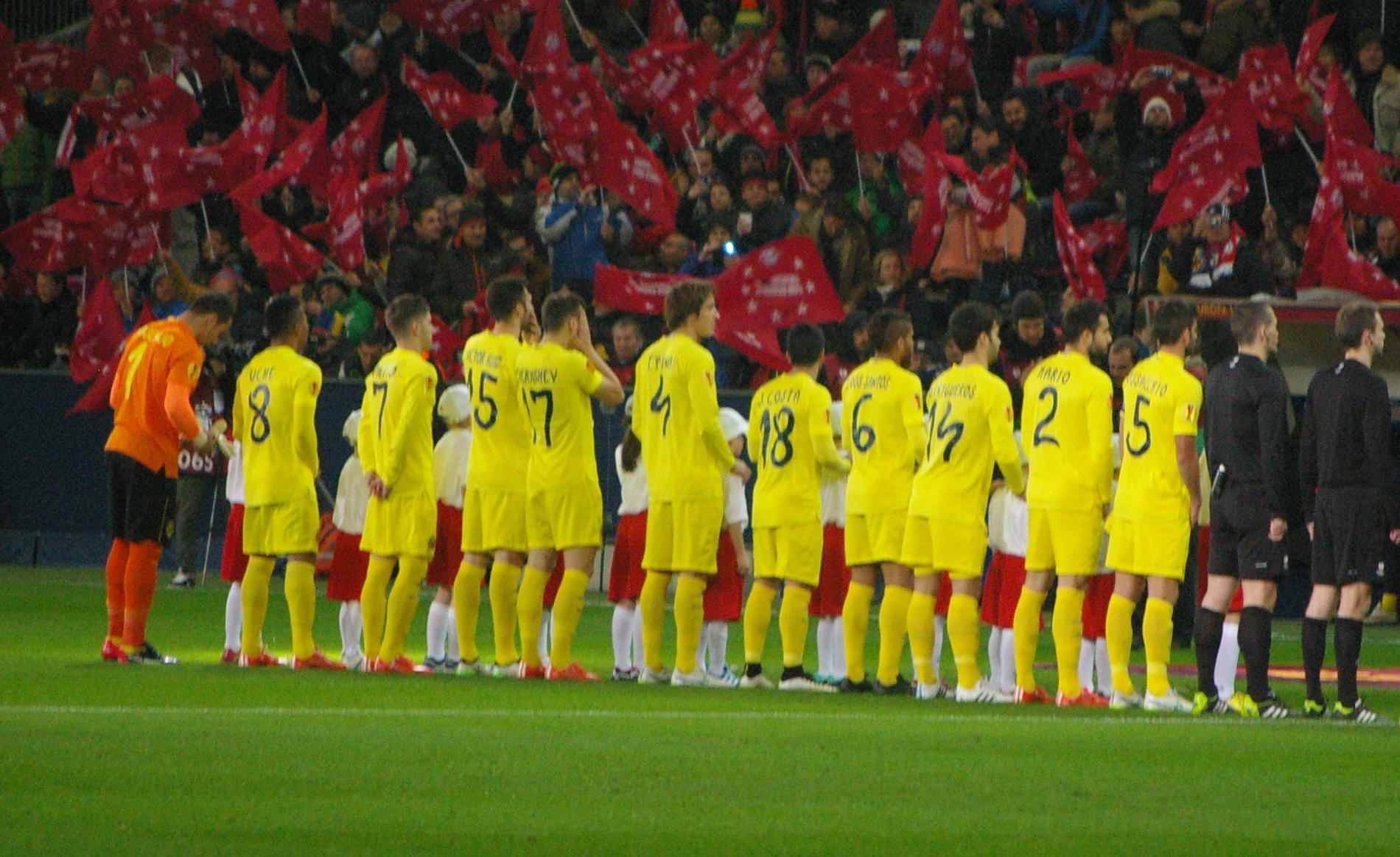
比埃托 (左方數起第3台)在2015年代表比利亞雷阿爾上陣前進行列隊

比埃托在2014年8月4日宣布加盟比利亞雷阿爾，簽約為期五年。轉會費大約550萬歐元。他在同月21日替黃潛首次上陣，在2014–15年歐霸盃外圍賽對陣阿斯塔納的比賽中在下半場以後備身份入替伊克楚庫·烏切，協助俱樂部以3:0大勝對手。  這是在次回合主場射進2球之前所發生的。
比埃托在同年8月24日完成他在西甲的首秀，在作客2:0擊敗巴倫西亞死敵萊萬特的比賽中最後十分鐘以替補身份入替吉奥瓦尼·多斯桑托斯。 同年9月21日，他打進西甲的第一個進球，並梅開二度協助俱樂部在主場以4:2擊敗到訪的巴列卡诺。
比埃托在12月21日再次梅開二度，協助黃潛在情歌球場3:0擊敗拉科魯尼亞。 在12月結束後他總共打進3球，讓俱樂部上升至第6位，也導致他成為該月西甲最佳球員。

### 馬德里競技
2015年6月22日, 比利亞雷阿爾確認比埃托將以2,000歐元轉會至馬德里競技,他的加盟是直接取代了加盟尤文圖斯足球俱樂部的马里奥·曼祖基奇。比埃托在2015年10月4日為馬競打進首個入球，在主場對陣皇家馬德里的比場中接應杰克逊·马丁内斯的傳球繼而打進板平比分的一球，協助馬競最終以1:1戰平同城死敵。

### 塞維利亞
2016年7月30日，馬德里競技將比埃托租借到塞維利亞，並附有買斷條款。

## 國際賽生涯

### 青年隊
比埃托也代表阿根廷國家青年足球隊參加國際賽事。在2013年1月9日，比埃托在該屆南美青年足球錦標賽代表國家隊對陣智利U20的比賽中上陣。 他在4天後打進他的第一個進球，但國家隊以1:2不敵烏拉圭U20。最終他上陣4場打進兩球。

## 生涯數據
最後更新：2018年1月10日
| 俱樂部         | 賽季     | 聯賽     | 聯賽 | 聯賽 | 聯賽盃 | 聯賽盃 | 洲際 | 洲際 | 其他 | 其他 | 總計 | 總計 |
| 俱樂部         | 賽季     | 級別     | 上陣 | 入球 | 上陣   | 入球   | 上陣 | 入球 | 上陣 | 入球 | 上陣 | 入球 |
| -------------- | -------- | -------- | ---- | ---- | ------ | ------ | ---- | ---- | ---- | ---- | ---- | ---- |
| 竞赛队         | 2011–12  | 甲级联赛 | 2    | 0    | 1      | 0      | —    | —    | —    | —    | 3    | 0    |
| 竞赛队         | 2012–13  | 甲级联赛 | 32   | 13   | 1      | 0      | 1    | 0    | —    | —    | 34   | 13   |
| 竞赛队         | 2013–14  | 甲级联赛 | 35   | 5    | 0      | 0      | 1    | 0    | —    | —    | 36   | 5    |
| 竞赛队         | 總計     | 總計     | 69   | 18   | 2      | 0      | 2    | 0    | —    | —    | 73   | 18   |
| 比利亞雷阿爾   | 2014–15  | 西甲     | 32   | 12   | 4      | 0      | 12   | 8    | —    | —    | 48   | 20   |
| 馬德里競技     | 2015-16  | 西甲     | 19   | 1    | 4      | 1      | 5    | 1    | 0    | 0    | 28   | 3    |
| 塞維利亞(外租) | 2016-17  | 西甲     | 21   | 6    | 3      | 3      | 4    | 1    | 3    | 0    | 31   | 10   |
| 馬德里競技     | 2017-18  | 西甲     | 6    | 0    | 2      | 0      | 2    | 0    | 0    | 0    | 10   | 0    |
| 瓦倫西亞(外租) | 2017-18  | 西甲     | 1    | 0    | 1      | 3      | 0    | 0    | 0    | 0    | 2    | 3    |
| 生涯總計       | 生涯總計 | 生涯總計 | 148  | 38   | 20     | 7      | 25   | 10   | 3    | 0    | 196  | 55   |

## 榮譽
個人
- 西甲每月最佳球員: 2014年12月[17]
- 欧足联欧洲联赛2014–15年歐霸盃最多助攻球員

## 外部連結
- 盧西亞諾·比埃托在BDFutbol中的档案
- ESPN FC檔案 （页面存档备份，存于）
- Soccerway資料庫：盧西亞諾·比埃托
- 盧西亞諾·比埃托 （页面存档备份，存于） - Topforward